# Boogie-Woogie
Boogie-Woogie ist ein Solo-Klavierstil, der im ersten Jahrzehnt des 20. Jahrhunderts in den USA entstand. Vorläufer war das sogenannte Barrelhouse Piano, ein einfacher ländlicher Klavierstil, in dem bereits um die Mitte des 19. Jahrhunderts schwarze Bluesmusiker ihren Stil von der Gitarre auf das Klavier übertrugen.

## Begriff und Vorgeschichte
Bereits vor 1900 taucht der Begriff dreimal in den Archiven der Library of Congress auf. Laut Oxford English Dictionary handelt es sich um die Verdoppelung des Worts boogie, einer familiären Bezeichnung für eine Hausparty. Auf Hausa und Mandinka bedeutet bug oder buga „(Trommel) schlagen“; in anderen afrikanischen Sprachen gibt es ein ähnliches Wort für „tanzen“. John Tennison, der die Geschichte des Boogie-Woogie dokumentierte, sieht seine Entstehung im engen Zusammenhang mit dem Eisenbahnbau in Texas, wo er zuerst in den Barrelhouses der afroamerikanischen Eisenbahnarbeiter in den 1870er Jahren gespielt wurde. Sein Rhythmus sei von den stampfenden Geräuschen der Dampflokomotiven der Southern Pacific Railroad geprägt, die 1871 in der Texas and Pacific Railway aufging. Tennison geht so weit, einzelne Maschinen der Eisenbahngesellschaft als Urheber des Rhythmus zu identifizieren. Als Geburtsstätte des Boogie-Woogie gilt auch offiziell Marshall (Texas), der damalige Hauptsitz der Texas and Pacific, wo der bekannte afroamerikanische Pianist „Blind Tom“ um 1875 mehrfach auftrat. Das wird auch von dem Schriftsteller und Journalisten Eliott Paul bestätigt. Der Stil wurde zunächst auch fast blues genannt. In Nordost-Texas adaptierte der junge Leadbelly um 1900 den Boogie-Woogie für den Bass.

## Charakteristika und Spieltechnik

Linke Hand spielt Ostinato-Bass

Der harmonische Ablauf entspricht im Wesentlichen dem Blues-Schema. Spieltechnisch stellt der Boogie-Woogie den rollenden Bässen der linken Hand (oft in kurzen, ständig wiederholten Riffs meistens in punktiertem Rhythmus, auch unter Einbeziehung der Blue Notes) melodische, ebenfalls bluesorientierte Off-Beat-Figuren der rechten Hand entgegen, die von Trillern und Tremoli durchsetzt sind.
Das Pedal des Klaviers wird typischerweise nicht benutzt. Das Tempo ist im Vergleich zum Blues erheblich höher und erfordert einige technische Fähigkeiten. Bei aufrecht stehenden Klavieren (upright pianos) ist es zumeist üblich, die vordere Wand des Instruments während des Spiels zu entfernen, so dass die Sicht auf Saiten und Hammermechanik frei wird.

## Weitere Verbreitung
Mit der Zuwanderung Schwarzer in den Norden der USA (great migration) gelangte auch deren Musik dorthin. Insbesondere in Chicago wurde der Boogie-Woogie in den 1920er Jahren sehr populär. Dabei blieb er meist ein Solo-Klavierstil; nur sporadisch wurde er auch in größeren Besetzungen gespielt.
Besonders starke Verbreitung fand der Boogie-Woogie durch die so genannten House-Rent-Partys: Der Wohnungsinhaber organisierte einige Flaschen Alkohol (von 1920 bis 1933 herrschte in den USA Prohibition) und einen Musiker und finanzierte mit dem Eintrittsgeld, das er den Gästen abverlangte, seine Miete.
In den späten 1920er Jahren entwickelte sich der Boogie-Woogie-Stil weiter und Pianisten wie Clarence ‚Pinetop‘ Smith und Jimmy Yancey schufen die Basis dafür, dass diese Musik in den 1930er und 1940er Jahren über eine gewisse Zeit regelrecht zur Popmusik wurde. Auch der Musikproduzent John Hammond trug als Organisator von Konzerten mit Boogie-Woogie-Pianisten zu diesem Boom bei. Berühmt wurden zunächst vor allem drei Musiker: Albert Ammons, Pete Johnson und Meade Lux Lewis. Als legendär gilt ein Konzert dieser drei Pianisten in der Carnegie Hall in New York 1938, das die Zuhörer derart in Ekstase versetzte, dass sogar die Legende geht, dass die Türsteher am Ende einige Teilnehmer von den Kronleuchtern herunterbitten mussten, auf die sie vor lauter guter Laune geklettert sein sollen. 
Erst einige Jahre später wurden im Zuge der allgemeinen Boogie-Woogie-Welle auch die eigentlichen Vorreiter bekannter, zum Beispiel die Boogie-Pianisten Blind John Davis, Champion Jack Dupree, Jay McShann, Sippie Wallace, Little Willie Littlefield und Dorothy Donegan. Popularität in den amerikanischen Medien erfuhr auch das Wunderkind Frankie „Sugar Chile“ Robinson u. a. mit Caldonia.

## Gegenwart
Pianisten wie Vince Weber, Axel Zwingenberger, Joja Wendt, Jörg Hegemann, Bob Hall, Ray Skjelbred, Martin Pyrker, Michael Pewny und Jean-Paul Amouroux sind aufgrund ihrer Vorliebe für diesen Stil anerkannt; ebenso die Schweizer Ladyva, Che Peyer, Nico Brina und Silvan Zingg.
In der Hamburger „Fabrik“ findet seit 1988 an jedem 8. August ein Konzert als The Hamburg Boogie Woogie Connection statt, bei dem sich deutsche und internationale Stars des Boogie-Woogie treffen. Dieses Event gilt in der Boogie-Szene als weltweit einmalig.